# 大野牡丹
大野牡丹（学名：Melastoma imbricatum）是野牡丹科野牡丹属的植物。分布在印度、缅甸、中南半岛、印度尼西亚以及中国大陆的云南、广西等地，生长于海拔140米至1,420米的地区，见于密林下湿润的地方，目前尚未由人工引种栽培。

## 别名
大暴牙郎（云南）